# Camacan
Camacan este un oraș în unitatea federativă  Bahia (BA) din Brazilia.